# Јаро
Јаро је скраћени облик имена Јарослав и среће се у Чешкој и значи „у славу пролећу“. На чешком, ова реч означава пролеће.

## Популарност
У Словенији је ово име 2007. било на 1.183. месту по популарности.